# Hymenocephalus antraeus
Hymenocephalus antraeus är en fiskart som beskrevs av Gilbert och Cramer, 1897. Hymenocephalus antraeus ingår i släktet Hymenocephalus och familjen skolästfiskar. Inga underarter finns listade i Catalogue of Life.